# ヴァルター・ジーモン
エルンスト・ユーリウス・ヴァルター・ジーモン（ドイツ語: Ernst Julius Walter Simon、1893年6月10日 - 1981年2月22日）は、ドイツの言語学者、中国学者、司書。中国名は「西門華徳」（Xīmén Huádé）。中国語の音韻史研究で知られ、ベルンハルド・カールグレンに影響を与えた。またチベット語の研究も行った。

## 生涯
ジーモンはユダヤ系ドイツ人で、ベルリンに生まれた。ベルリン大学でロマンス語および西洋古典語の文献学を専門とした。1914年に卒業後、第一次世界大戦に従軍した。戦後、テッサロニキのユダヤ人の話すスペイン語方言の研究でベルリン大学の博士号を得た。1921年からキール大学図書館に勤務し、1923年からはベルリン大学図書館の司書の職を得た。
ジーモンはオットー・フランケの元で中国語を含む東洋の諸言語の研究を行い、司書としての仕事と同時に1926年にベルリン大学の講師、1930年から中国学の準教授をつとめた。1932-1933年には図書館員交流プログラムによって国立北平図書館に勤務した。
1934年になると、ナチスはユダヤ人が公務員になることを禁じた。このためにジーモンは大学で教えることができなくなった。翌年は司書の職も奪われ、生活に困ったジーモンは1936年にイギリスに渡った。イギリスでは東洋研究学院（のちの東洋アフリカ研究学院）の中国語講師の職を得た。1938年に準教授（Reader）、1947年にロンドン大学の中国語教授に昇進し、1960年に退官した。
同じユダヤ系ドイツ人で東洋学者のブルーノ・シンドラー(1882-1964)は1923年から東洋学の学術雑誌『Asia Major』を刊行していたが、ジーモンと同様にナチスのために職を奪われてイギリスに移住した。シンドラーが第二次世界大戦後ロンドンで創刊した『Asia Major』の新シリーズにジーモンは多くの論文を載せ、シンドラー亡き後、停刊する1975年まで『Asia Major』の編集長をつとめた。
2000冊を越えるジーモンの大量の蔵書の大部分はオーストラリア国立図書館に寄贈された。

## 研究内容・業績
ジーモンのもっとも有名な業績は、中国語の中古音で母音で終わる音節（陰声韻）の多くが上古音では子音で終わっていたと考えたことである。この仮説はカールグレンの採用するところとなり、その後の中国語研究に大きな影響を与えた。
ジーモンは盛んに中国語とチベット語の比較言語学的研究を行った。
ジーモンは中国の国語ローマ字を支持し、国語ローマ字を使って啓蒙的な著作を書いた。『The New Official Chinese Latin Script, Gwoyeu Romazyh』(1942)、『A beginner's Chinese-English dictionary of the national language (Gwoyeu)』(1947)など。後者は『岩波中国語辞典』のように中国語の単語を漢字によらずに配列した辞典であった。ジーモンには「而」に関する一連の論文があり、国語ローマ字では「而」を erl と書くので、「Erl-King」というあだ名をつけられたという。

## 受賞・栄典
- 1961年：大英帝国勲章（コマンダー）の叙勲を受けた。

## 主な論文
- “Zur Rekonstruktion der altchinesischen Endkonsonanten”. Mitteilungen des Seminars für Orientalische Sprachen (Friedrich-Wilhelms-Universität zu Berlin) 30 (1):  147-167. (1927).
- “Zur Rekonstruktion der altchinesischen Endkonsonanten, II. Teil”. Mitteilungen des Seminars für Orientalische Sprachen (Friedrich-Wilhelms-Universität zu Berlin) 31 (1):  157-204. (1928).

中国語陰声韻に対応する上古音にはじめて子音韻尾を仮定した。
- “Tibetisch-chinesische Wortgleichungen, ein Versuch”. Mitteilungen des Seminars für Orientalische Sprachen (Friedrich-Wilhelms-Universität zu Berlin) 32 (1):  157-228. (1929).

中国語とチベット語の同系語を比較した。
- “Has the Chinese Language Parts of Speech?”. Transactions of the Philological Society 36 (1):  99-119. (1937).

アンリ・マスペロの「中国語には名詞と動詞の区別がない」という説に反対した。